# 严良堃
严良堃（1923年—2017年6月18日），男，湖北武昌人，中华人民共和国指挥家，曾任中国音乐家协会副主席、顾问，第五、六、七、八届全国政协委员。曾担任音乐剧《东方红》首版指挥，代表作为《黄河大合唱》。